# ロリス型下目
ロリス型下目（ロリスがたかもく、Lorisiformes）は、哺乳綱霊長目曲鼻亜目に分類される下目。ロリス下目（ロリスかもく）ともいう。キツネザル型下目に含めてロリス上科（ロリスじょうか、Lorisoidea）とされることもある。夜行性の樹上性哺乳類であり、アジアとアフリカに分布するロリス科と、アフリカに分布するガラゴ科が含まれる。

## 分類
上行咽頭動脈の形態が類似するコビトキツネザル科を本下目に含める説もあるが、分子系統学的研究からは単系統性が支持されていない。以下の科をロリス亜科Lorisinae・ガラゴ亜科Galaginaeとしてロリス科にまとめる説もある。一方でロリス科のうちアジアのロリス亜科とアフリカのPerodicticinae亜科の分岐年代が古いことから、これらの亜科がそれぞれ独立した科となる可能性が示唆されている。
以下の分類は、Groves (2005) に従う。
- ガラゴ科 Galagidae
- ロリス科 Lorisidae